# Corporació de Radiodifusió Israeliana
La Corporació de Radiodifusió Israeliana (IPBC) (en hebreu, תאגיד השידור הישראלי), més coneguda per la marca "Kan" (en hebreu, כאן, en català, «Aquí») és la radiodifusora pública d'Israel des 2017.
L'empresa va ser constituïda el 2015 com a reemplaçament de l'anterior corporació pública, l'Autoritat de Radiodifusió d'Israel (IBA). Després d'un any de negociació, el nou mitjà va poder començar les seves emissions el 15 de maig de 2017 sobre les freqüències de la seva antecessora. "Kan" gestiona nou emissores de ràdio, tres canals de televisió i un portal web multimèdia amb vídeo sota demanda.

## Història
La Corporació de Radiodifusió Israelià (IPBC) és la substituta de l'Autoritat de Radiodifusió d'Israel (IBA), l'empresa pública israeliana durant 49 anys. Amb problemes financers des de la irrupció de la televisió privada en els anys 1990, la IBA arrossegava números vermells i una elevada plantilla, formada per més de 1.050 empleados. El 2014, la Knesset va aprovar una reforma dels mitjans públics israelians mitjançant el tancament de la IBA, la seva reemplaçament per una nova empresa, i l'eliminació de l'impost directe de radiodifusión.
Inicialment previst per a 2016, el llançament de IPBC ha patit diversos retards; primer a causa de les negociacions amb l'Histadrut sobre els acomiadaments, i més tard per disputes en la coalició de govern. El primer ministre Benjamin Netanyahu pretenia avortar el canvi, al·legant que la plantilla contractada per IPBC exerciria una línia informativa crítica amb l'executiu, però finalment va acordar amb els seus socis de coalició que el nou mitjà naixés sense serveis informatius, segregats en una altra empresa. No obstant això, la Cort Suprema d'Israel va suspendre l'estructura plantejada un dia abans del llançament, per la qual cosa sí que hi haurà una redacció informativa.
Les emissions de Kan van començar el 15 de maig de 2017, sobre les freqüències de l'antiga IBA que havien estat tancades un dia antes. El nou mitjà va néixer amb una plantilla de 450 empleats.